# Glaucosoma scapulare
Glaucosoma scapulare är en fiskart som beskrevs av Ramsay, 1881. Glaucosoma scapulare ingår i släktet Glaucosoma och familjen Glaucosomatidae. Inga underarter finns listade i Catalogue of Life.